# Дина Ашер-Смит
Џералдина Рејчел Ашер-Смит  (енгл. Geraldina Rachel Asher-Smith; Орпингтон, 4. децембра 1995.) британска је атлетичарка, спринтерка која је освојила 5 медаља на светским првенствима, 3 медаље на Олимпијским играма и 9 медаља на Европским првенствима у атлетици.
Најбржа Британка у историји, освојила је златну медаљу на 200 метара, сребро на 100 метара и још једно сребро у штафети 4×100 м на Светском првенству 2019. Освојила је бронзу на 200 м на Светском првенству 2022. Као чланица штафете 4×100 м освојила је бронзане медаље на Олимпијским играма у Рију 2016. и Олимпијским играма у Токију 2020., као и сребрну на Олимпијским играма у Паризу 2024. У штафетама освајала је медаље на светским првенствима 2013, 2017. и 2019. године.
Ашер-Смит је победила на Европском јуниорском првенству 2013. у трци на 200 м, као и на Светском јуниорском првенству 2014. у трци на 100 м. У јулу 2015. постала је прва Британка која је трчала испод 11 секунди у трци на 100 м. Ашер-Смит је четворострука појединачна првакиња Европе, и то на 200 м (2016. и 2018.) и 100 м (2018. и 2024.). Освојила је и сребрну медаљу на 200 м 2022. године.
Била је шампион Дијамантске лиге 2019. у трци на 100 м. Ашер-Смит је британска рекордерка  у тркама на 100 м и 200 м. Такође држи британски рекорд у дворани на 60 м.

## Одрастање, образовање и почетак атлетске каријере
Џералдинини родитељи су Џули, која је рођена у Лондону, и Винстон, који је рођен на Јамајци, али се преселио у Енглеску када је био дете. Има јамајчанско и тринидадско порекло. Основну и средњу школу похађала је у родном месту Орпингтону. У августу 2014. уписала је а Кингс Колеџ у Лондону да студира историју. Дипломирала је 2017.
Дину Ашер-Смит је тренирао Џон Блеки до 2023. У 2009. години, трчала је 300 метара за 39,16 секунди и поставила и даље актуелни незванични светски рекорд за девојчице до 13. година старости.
У октобру 2023. објавила је да ће се њено 19-годишње тренерско партнерство са Џоном Блекијем прекинути. Преселила је своју базу у Остин, Тексас, одакле је надаље тренира Едрик Флореал.
Ашер-Смит је радила као волонтер током Олимпијских игара у Лондону 2012.

## Признања и почасти
Ашер-Смит је проглашена за Најбољу европску атлетичарку за 2018. годину. Наведена је 2021. на Поверлист-у као једна од најутицајнијих личности у Великој Британији афричко-карипског порекла. 2021. добила је почасни докторат Универзитета у Кенту.
Моделирала је за Луј Витон, Валентино и Оф-Вајт брендове, а 2019. је направљена Барбику по њеном лику. Исте године се појавила као камео у музичком споту лондонског музичара Дејва за његов сингл "Блек".

### Лични рекорди
| Дисциплина          | Време (секунде.стотинке) | Ветар (метара у секунди) | Место                           | Датум             | Белешке                 |
| ------------------- | ------------------------ | ------------------------ | ------------------------------- | ----------------- | ----------------------- |
| 60 метара у дворани | 7.03                     |                          | Бирмингем, Уједињено Краљевство | 25. фебруар 2023. |                         |
| 100 метара          | 10.83                    | +0.1                     | Доха, Катар                     | 29 септембар 2019 | Рекорд Велике Британије |
| 200 метара          | 21.88                    | +0.9                     | Доха, Катар                     | 2. октобар 2019   | Рекорд Велике Британије |
| 300 метара          | 36.41                    |                          | Лондон, Уједињено Краљевство    | 21. април 2022.   |                         |
| 4 × 100 м штафета   | 41.55                    |                          | Токио, Јапан                    | 5. август 2021.   |                         |

### Међународна такмичења
| Година | Такмичење                     | Место                        | Позиција         | Дисциплина        | Резултат | Белешка                           |
| ------ | ----------------------------- | ---------------------------- | ---------------- | ----------------- | -------- | --------------------------------- |
| 2012   | Светско првенство за јуниоре  | Барселона, Шпанија           | 7.               | 200 м             | 23.50    |                                   |
| 2012   | Светско првенство за јуниоре  | Барселона, Шпанија           | –                | 4 × 100 м штафета | Одустале | Грешка у измени штафете           |
| 2013   | Европско првенство за јуниоре | Ријети, Италија              | 1.               | 200 м             | 23.29    | [ 22 ]                            |
| 2013   | Европско првенство за јуниоре | Ријети, Италија              | 1.               | 4 × 100 м штафета | 43.81    |                                   |
| 2013   | Светско првенство             | Москва, Русија               | 3.               | 4 × 100 м штафета | 42.87    |                                   |
| 2014   | Светско првенство за јуниоре  | Јуџин, САД                   | 1.               | 100 м             | 11.23    | [ 23 ]                            |
| 2014   | Европско првенство            | Цирих, Швајцарска            | –                | 200 м             | Одустала | Повреда                           |
| 2015   | Европско првенство у дворани  | Праг, Чешка Република        | 2.               | 60 м              | 7.08     | Рекорд Велике Британије у дворани |
| 2015   | Светско првенство             | Пекинг, Кина                 | 5.               | 200 м             | 22.07    | Рекорд Велике Британије           |
| 2015   | Светско првенство             | Пекинг, Кина                 | 4.               | 4 × 100 м штафета | 42.10    | Рекорд Велике Британије           |
| 2016   | Светско првенство у дворани   | Портланд, САД                | 6.(полуфинале)   | 60 м              | 7.11     | Одустала у финалу                 |
| 2016   | Европско првенство            | Амстердам, Холандија         | 1.               | 200 м             | 22.37    |                                   |
| 2016   | Европско првенство            | Амстердам, Холандија         | 2.               | 4 × 100 м штафета | 42.45    |                                   |
| 2016   | Олимпијске игре               | Рио де Жанеиро, Бразил       | 5.               | 200 м             | 22.31    | [ 26 ]                            |
| 2016   | Олимпијске игре               | Рио де Жанеиро, Бразил       | 3.               | 4 × 100 м штафета | 41.77    | Рекорд Велике Британије           |
| 2017   | Светско првенство             | Лондон, Уједињено Краљевство | 4.               | 200 м             | 22.22    |                                   |
| 2017   | Светско првенство             | Лондон, Уједињено Краљевство | 2.               | 4 × 100 м штафета | 42.12    |                                   |
| 2018   | Игре Комонвелта               | Голд Коуст, Аустралија       | 3.               | 200 м             | 22.29    |                                   |
| 2018   | Игре Комонвелта               | Голд Коуст, Аустралија       | 1.               | 4 × 100 м штафета | 42.46    |                                   |
| 2018   | Европско првенство            | Берлин, Немачка              | 1.               | 100 м             | 10.85    | Рекорд Велике Британије           |
| 2018   | Европско првенство            | Берлин, Немачка              | 1.               | 200 м             | 21.89    | Рекорд Велике Британије           |
| 2018   | Европско првенство            | Берлин, Немачка              | 1.               | 4 × 100 м штафета | 41.88    |                                   |
| 2018   | Континентални куп             | Острава,Чешка Република      | 2.               | 100 м             | 11.16    | [ 27 ]                            |
| 2018   | Континентални куп             | Острава,Чешка Република      | 2.               | 4 × 100 м штафета | 42.55    | [ 27 ]                            |
| 2019   | Светско првенство             | Доха, Катар                  | 2.               | 100 м             | 10.83    | Рекорд Велике Британије           |
| 2019   | Светско првенство             | Доха, Катар                  | 1.               | 200 м             | 21.88    | Рекорд Велике Британије           |
| 2019   | Светско првенство             | Доха, Катар                  | 2.               | 4 × 100 м штафета | 41.85    |                                   |
| 2021   | Олимпијске игре               | Токио, Јапан                 | 10. (полуфинале) | 100 м             | 11.05    |                                   |
| 2021   | Олимпијске игре               | Токио, Јапан                 | 3.               | 4 × 100 м штафета | 41.88    |                                   |
| 2022   | Светско првенство             | Јуџин, САД                   | 4.               | 100 м             | 10.83    | Рекорд Велике Британије           |
| 2022   | Светско првенство             | Јуџин, САД                   | 3.               | 200 м             | 22.02    |                                   |
| 2022   | Светско првенство             | Јуџин, САД                   | 6.               | 4 × 100 м штафета | 42.75    |                                   |
| 2022   | Европско првенство            | Минхен, Немачка              | 8.               | 100 м             | 16.03    |                                   |
| 2022   | Европско првенство            | Минхен, Немачка              | 2.               | 200 м             | 22.43    |                                   |
| 2022   | Европско првенство            | Минхен, Немачка              | -                | 4 × 100 м штафета | Одустале |                                   |
| 2023   | Светско првенство             | Будимпешта, Мађарска         | 8.               | 100 м             | 11.00    |                                   |
| 2023   | Светско првенство             | Будимпешта, Мађарска         | 7th              | 200 м             | 22.34    |                                   |
| 2024   | Европско првенство            | Рим, Италија                 | 1.               | 100 м             | 10.99    |                                   |
| 2024   | Европско првенство            | Рим, Италија                 | 1.               | 4 × 100 м штафета | 41.91    |                                   |
| 2024   | Олимпијске игре               | Париз, Француска             | 10. (полуфинале) | 100 м             | 11.10    |                                   |
| 2024   | Олимпијске игре               | Париз, Француска             | 4.               | 200 м             | 22.22    |                                   |
| 2024   | Олимпијске игре               | Париз, Француска             | 2.               | 4 x 100 м штафета | 41.85    |                                   |